# Fils (rzeka)
Fils – rzeka w Badenii-Wirtembergii w Niemczech, prawobrzeżny dopływ Neckaru.
Fils ma źródło na Jurze Szwabskiej w pobliżu Wiesensteig, a uchodzi do Neckaru w Plochingen na wschód od Stuttgartu. Rzeka ma długość 62,8 km, a powierzchnia jej dorzecza wynosi 707 km².